# Winthemia intermedia
Winthemia intermedia là một loài ruồi trong họ Tachinidae.